# Buffalo Bull's Back Fat
Buffalo Bull's Back Fat ou Stu-mick-o-súcks était un chef de la nation nord-amérindienne des Gens du Sang (ou Kainah).

## Annexe